# Мирхель
Мирхель (нем. Mirchel) — коммуна в Швейцарии, в кантоне Берн.
Входит в состав округа Конольфинген. Население составляет 523 человека (на 31 декабря 2006 года). Официальный код — 0615.